# Co-Co (groupe)
Co-Co est un groupe britannique de pop. Il représente le Royaume-Uni au Concours Eurovision de la chanson 1978 en interprétant The Bad Old Days.

## Historique
Le groupe se forme en 1974 sous le nom de Mother's Pride.
À l'époque de l'Eurovision, le groupe se compose de Terry Bradford, de Josie Andrews, de Cheryl Baker, de Keith Hasler et de Paul Rogers. Pour leur prestation à Paris, le batteur Charlie Brennan rejoint le groupe. Ils réussissent dans un premier tour de sélection en prenant la deuxième place, encore une fois en quintette, avec seulement Bradford, Hasler et Baker comme membres d'origine, avec Peter Perrera et une autre chanteuse, Vivien Banks (qui rejoindra plus tard The New Seekers) quand ils apparaissent lors de la finale britannique en 1976, en chantant Wake Up par Alan Merrill et Jake Hooker, les membres de The Arrows.Perrera s'est rasé la tête, car il l'avait parié s'ils allaient en finale.
À la fin des votes, The Bad Old Days obtient 61 points et prend la onzième place sur vingt participants. C'est alors le plus mauvais résultat du Royaume-Uni. De toutes les chansons du Royaume-Uni présentées de 1975 à 1993, c'est la seule chanson qui ne reçoit un vote de 12 ou 10 points. Le meilleur vote est 8 points accordés par l'Allemagne.
Le single se classe à la 13e place des ventes du Royaume-Uni trois semaines après sa sortie à l'occasion du concours et sera pendant sept semaines parmi les meilleurs. Il est le seul succès du groupe Co-Co.
En outre, le groupe est revenu en tant que quatuor (Andrews et Rogers, mais avec une nouvelle chanteuse Helen Bailey) sous le nom de The Main Event, pour le concours A Song for Europe en 1980. Avec cette nouvelle formation, Josie Andrews est toujours sur scène avec le groupe, pour faire des chœurs avec le quatuor principal. À cette occasion, ils présentent la chanson Gonna Do My Best, écrite par Bradford. Bradford a aussi écrit une chanson pour la sélection britannique en 1979, Harry, My Honolulu Lover, interprétée par The Nolan Sisters, qui est quatrième. Stephanie de Sykes et Stuart Slater, les auteurs et compositeurs de The Bad Old Days, l'emportent avec la chanson Love Enough for Two interprétée par Prima Donna.

## Source de la traduction
- (en) Cet article est partiellement ou en totalité issu de l’article de Wikipédia en anglais intitulé « Co-Co (band) » (voir la liste des auteurs).